# W52P
W52P（だぶりゅーごーにーぴー）は、パナソニック モバイルコミュニケーションズが日本国内向けに開発した、auブランドを展開するKDDIおよび沖縄セルラー電話のCDMA 1X WIN対応携帯電話である。

## 特徴
「+Panel（プラスパネル）」を採用し、アルミパネルの質感を生かしたまま着せ替えができるのが特徴である。また、端末内部は外装と異なるカラーリングが施されている。
左右非対称デザインやカシオおよび日立製の端末と同等のUIなど、前モデルのW51Pから継承した部分もあるが、W51Pでは対応していなかったオープンアプリプレイヤー・auケータイクーポン・IrSimpleに対応するなど、強化された部分もある。
なお、同社のau向けの端末としてはこの機種よりテンキー部分にフレームレスキーではなく、シートキーが用いられる。
元気ロケッツの「Breeze」が着うたフルとしてプリインストールされている。

## 沿革
- 2007年（平成19年）5月22日 KDDI、およびパナソニック モバイルコミュニケーションズより公式発表。
- 2007年6月23日 沖縄地区で発売。
- 2007年6月26日 中国地区で発売。
- 2007年6月27日 東北・関東・中部・関西・四国地区で発売。
- 2007年6月28日 北海道・北陸・九州地区で発売。
- 2008年（平成20年）1月 販売終了。
- 2012年（平成24年）7月22日 L800MHz帯（旧800MHz帯・CDMA Band-Class 3／JTACS）エリアによるサービスの停波。以降は2GHz帯（CDMA Band-Class 6）エリアによるサービスのみのサポートとなる。

## 対応サービス
- au Smart Sports（アプリのダウンロードが必要）
- EZチャンネルプラス
- EZニュースフラッシュ
- デコレーションメール
- PCサイトビューアー
- EZアプリ（BREW）（オープンアプリプレイヤー対応）
- au LISTEN MOBILE SERVICE（LISMOビデオクリップにも対応）
- 着うたフル
- Hello Messenger
- EZナビウォーク（声de入力）
- EZ助手席ナビ
- 緊急通報位置通知
- EZ・FM
- EZ FeliCa
- 赤外線通信（IrSimple）
- SD-Audio (AAC) ＊他キャリアのPに対応しているAAC+SBRには非対応
- SD-Video
- 安心ナビ

## その他
「run for money 逃走中」で過去利用されていたの自首用電話。

## 注
1. ↑  2012年7月23日より利用不可